# Тернопільська станція юних техніків
Тернопільська станція юних техніків — заклад позашкільної освіти в місті Тернополі. Заснована у 1978 році.

## Відомості
У навчальному закладі діють школи:
- моделізму (початкового технічного моделювання, технічного моделювання, авіамоделювання, автомоделювання, ракето моделювання);
- науково-технічної творчості (радіо конструювання, ремонт побутової техніки, відео-операторів, «Юний кореспондент»);
- народних промислів (бісероплетіння, декоративно-ужиткове та образотворче мистецтво, технічний дизайн, моделювання іграшок і сувенірів, виготовлення сувенірів);
- інформатики (оператор ПК, комп’ютерна анімація, Web-дизайн, програмування, цифрова обробка кіно-фото матеріалів).

## Керівництво
Директори
- Ковальчук Олег Степанович — нині[1].